# Квозданович, Петер Витус фон
Барон Петер Витус фон Квозданович (Кважданович, Гвозданович) (нем. Peter Vitus von Quosdanovich, хорв. Petar Gvozdanović, 1738—1802) — австрийский фельдмаршал-лейтенант.

## Биография
Родился 12 июня 1738 года в Зихельбурге, происходил из хорватского дворянского рода, имевшего титул баронов Священной Римской империи. В австрийскую военную службу принят в 1752 году в гусары. Принимал участие в Семилетней войне и за отличие был произведён в капитаны.
В 1773 году получил чин подполковника и назначен командиром 40-го гусарского полка. Во время австро-турецкой войны он состоял во вспомогательном австрийском корпусе и за боевые отличия был произведён в генерал-майоры.
С началом Первой коалиционной войны Квозданович был произведён в фельдмаршал-лейтенанты, командовал кавалерийской бригадой, а затем и дивизией. Сначала он находился на Верхнем Рейне, а затем сражался с французами в Нидерландах, в частности отличился в сражении при Флерюсе. В 1795 году, командуя авангардом Верхне-Рейнской армии Вурмзера, 24 сентября разбил французов в сражении при Хандшухсхайме и участвовал в захвате Мангейма.
В следующем году Квозданович был переведён в Италию, участвовал в осаде Мантуи. В июле и августе командовал правым флангом австрийской армии, взял Брешиа, однако потерпел поражение от Наполеона под Лонато и вынужден был оставить Брешиа. В сентябре он вновь был разбит Наполеоном в сражении под Примолано и вследствие этого подал в отставку. Отставка была принята, однако в декабре Квозданович вновь был призван в армию и назначен командиром дивизии в корпусе Альвинци. В сражении под Риволи его дивизия была разбита и бежала, что послужило главной причиной поражения австрийцев в этом бою.
Квозданович вновь вышел в отставку и скончался 13 августа 1802 года в Вене.
Награждён Военным орденом Марии Терезии: в 1779 году — кавалерский крест, в 1795 году — командорский крест.